# Haldwani-cum-Kathgodam
Haldwani-cum-Kathgodam är en stad i den indiska delstaten Uttarakhand. Den är den största staden i distriktet Nainital och är en sammanslagning av grannstäderna Haldwani och Kathgodam. Folkmängden uppgick till 156 078 invånare vid folkräkningen 2011, med förorter 232 095 invånare.